# General der Pioniere
In der Wehrmacht war der General der Pioniere ein Generalsdienstgrad, analog zur Bezeichnung General der Infanterie usw. anderer Truppengattungen, siehe Dienstgrade der Wehrmacht.
Neben dem Dienstgrad existierte bei den Heeresgruppen noch die Dienststellung des Generals der Pioniere, welche nicht mit dem Dienstgrad einherging.

## Offiziere in diesem Dienstgrad
- Otto-Wilhelm Förster
- Alfred Jacob
- Erwin Jaenecke, später Generaloberst
- Walter Kuntze
- Karl Sachs (1886–1951)
- Otto Tiemann

## Offiziere in dieser Dienststellung (Auswahl)
- Generalmajor Hans von Ahlfen, 1945 bei der Heeresgruppe B
- Generalleutnant Gustav Boehringer (1892–1974), 1942/1943 bei der Heeresgruppe A, 1943/1944 bei der Heeresgruppe Süd, anschließend 1944 bei der aus der Heeresgruppe Süd hervorgegangenen Heeresgruppe Nordukraine
- Generalmajor Hubertus-Maria von Heigl, ab 1944 bei Heeresgruppen Mitte, bei der aus der Heeresgruppe Mitte hervorgehenden Nord und H
- Generalleutnant Alfred Jacob, 1939/1940 im OKH, später im Dienstgrad General der Pioniere
- Generalmajor Gerhard Jordan (1893–1964), 1943 bei der Heeresgruppe A
- Generalleutnant Wilhelm Meise, 1941 bis 1943 bei der Heeresgruppe B
- Generalleutnant Karl Sachs, 1939 bei der Heeresgruppe Nord, anschließend bis 1941 bei der aus der Heeresgruppe Nord hervorgehenden Heeresgruppe B, ab 1942 im Dienstgrad General der Pioniere
- Generalleutnant Alfred Thielmann, ab 1944 bei der Heeresgruppe G
- Generalleutnant Richard Wirtz, ab 1944 bei der Heeresgruppe B